# 石 (単位)
石（こく）は、尺貫法における体積（容量）の単位の一つ。
古代の中国においては、「石」は質量の単位であった。現在は質量の単位としては「担」、体積の単位としては「石」と書く。日本では専ら体積の単位としてのみ用いられた。

## 概要
米の1石は下位単位では10斗にあたり、同じく100升、1,000合に相当する。日本では、1食に米1合、1日3合が概ね成人一人の消費量とされているので、1石は成人1人が1年間に消費する量にほぼ等しいと見なされ、示準として換算されてきた（1000合/1日3合で333日分)。面積を表す日本の単位である反は、元は米1石の収穫が上げられる田の面積として定義されたものであった。また容積単位としての石は、10立方尺を指す。下位単位の1立方尺は才。
1951年（昭和26年）の計量法により尺貫法の使用が禁止され、公式には使われなくなった。現在は、材木取引など一部の商慣行に残るのみである。例として、材積は立木または造材された丸太、製材された木材の体積のことで、単位は立方メートルのほか石で表示されることもある。材積を示す場合、1石は「1尺×1尺×10尺」である。

## 歴史

### 日本
日本では文字としては「石」を書くが、発音は「斛」に由来する「コク」を使用する。1000石以上の場合は「ゴク」と濁る。
新京枡に統一された近世初期の寛文9年（1669年）に現在と同じ容量となった。
現行の新京枡における1升は、縦横0.49尺、深さ0.27尺で0.064827立方尺（＝0.49尺×0.49尺×0.27尺）であり、よって、1石は6.4827立方尺となる。船の積載量や木材の体積を表すときには、1石＝10立方尺（約278リットル）としている。
明治時代を迎え、米1俵が4斗と規定されて、2.5俵が1石となった。またメートル法を採り入れるにあたっては、日本では明治19年（1886年）の条約批准後、メートルを基準にして1升＝約1.8039リットルと定められ、よって、1石は約180.39リットルということになった。

### 中国
本来「石」はセキと読み、質量の単位であった。『孔叢子』に「鈞四謂之石」（4鈞を石という）、『淮南子』に「四鈞為一石」（4鈞で1石を為す）とあり、1鈞は30斤なので1石は120斤となる。例えば、漢代の斤は約258グラムであったので、1石は約31キログラムとなる。（林甘泉氏の『中国経済通史--秦漢経済巻』では、1石は約13.5キログラムと書かれている）
『漢書』律暦志では、体積の単位としては「斗」の10倍の「斛」（コク、hú）があり、一方質量の単位としては「斤」の120倍の「石」（セキ、shí）があった。しかし、「石」を体積の10斗の意味で使った例が『史記』など古代の文献にも見られる。
宋代には体積の単位として10斗が1石、5斗が1斛と定められ、以降、中国において「石」と「斛」は別の単位となった（zh:斛）。
近代にはこれとは別に天秤棒を意味する「担（擔）」が単位として使われるようになり、これが「石」と混同して使われるようになった。現在の中国の市制では体積に「石」（= 10斗、100L）、質量に「担」（= 100斤、50kg）の字を使用するが、どちらも発音は「担」に由来する「dàn」である。現在の質量の単位については「担」を参照。
近代の中国では、実用されていない単位であるが、メートル法での100Lに当たるヘクトリットル（hL）に「石」の字を当て「公石」と称していたことがあり、市制の「市石」も同じ値である。
かつて、香港において120斤の「石」が英語で stone と直訳されていたことがあった。ヤード・ポンド法の質量単位に同音同綴異義語（cf. 同綴異義語）であるストーンがあるが、香港の尺貫法の石は72.5747784キログラム（＝160ポンド）、ヤード・ポンド法のストーンは約6.4キログラム（＝14ポンド）と、その値は大きく異なる。
「斛」は現代の中国では使われていない。

### 朝鮮
朝鮮では、漢字表記は「石」で、発音もその漢字音「석（ソク）」と読むが、この単位が俵一つの容積にあたることから、固有語で俵を意味する「섬（ソム）」を使用するのが一般的であり、「苫」という漢字を宛てて表記する場合もある。
1石の容量は180リットルだが、穀物の種類や状態によって重さが変わる。籾は 200 kg、米は 144 kg、精麦は 138 kg。1石は10斗である。しかし、新羅時代には元々15斗であった。

## 石高制
中世末期から近世の終わりにかけての日本では、土地の総合的生産力を石に換算した数量が「石高」として明示されており、これは地域ごとの勢力や領地の大きさを表す指標ともなっていた。石高の差は、戦時の動員力や経済力の優劣に関わるものであった。詳しくは該当項目を参照のこと。

## 用途
江戸時代からの慣習により、現在も日本酒などの醸造業界では製造量を石高で表していることが多く、これを造石高と呼んでいる。